# Цыганские СМИ

Флаг цыган

Цыганские СМИ начали развиваться в последние десятилетия, и на их эволюцию повлиял диаспорный статус цыган (проживающих в качестве меньшинства во многих странах).

## Интернет
Рассредоточенный статус цыган и относительно недавняя эволюция цыганских СМИ определили важную роль Интернета как быстрого и легкодоступного средства связи. Присутствие цыганских СМИ в Интернете включает новостные веб-сайты, такие как Dženo Association, Romea.cz или dROMa-Blog (на немецком и цыганском языках), а также новостные сети, такие как Roma Virtual Network.

## Телевидение
Есть цыганские телеканалы (например, TV Šutel в Шуто-Оризари, Северная Македония) или цыганские программы на местных телеканалах, такие как Karavana le Romengiri, цыганская программа, транслируемая два часа в неделю, арендованная Партией цыган в Румынии у Oglinda TV (остальной контент этого телеканала не имеет ничего общего с цыганской программой, просто это тот, кто принял кредит). В Чехии есть цыганское интернет-телевидение — ROMEA TV. Большинство цыганских телеканалов находятся в Центральной и Юго-Восточной Европе.

## Радиостанции
Действующие
- Radio Romano[2]: цыганская служба Радио Швеции.
- Három szólamra[3]: этническая программа на языке ловари и беа Венгерского государственного радио.

Прекратившие вещание
- GipsyRadio (2007-2025)[4]: международное круглосуточное интернет-радио на цыганском языке, созданное членами общины по собственной инициативе. Предлагает окна нескольким связанным организациям.
- Trans World Radio (с 2005 года) — религиозная международная средневолновая радиостанция. Выходили программы на балканских[5] и влашских диалектах цыганского языка.

## Журналы
- dROMa — Romani politika, kultura, tschib: ISSN 2075-6976 Двуязычный печатный журнал для цыганской общины Австрии, издаваемый на немецком и цыганском языках. Никакой политической или религиозной принадлежности. Основана в 2004 году цыганской НПО «Верейн Рома-Сервис». Бесплатная загрузка всех выпусков (pdf) по ссылке: http://www.roma-service.at/droma/droma-2016.shtml
- È Romani Glinda / Den romska spegeln (Цыганское зеркало; ISSN 1651-3258): журнал, посвящённый делам цыган в Швеции и Европе. Без политической принадлежности. Тесно сотрудничает с командой Radio Romano на Radio Sweden. Статьи на шведском языке. Выходит шесть номеров в год. Основана в 1998 году. Главный редактор и издатель: Фред Тайкон. Веб-сайт: http://www.RomaniGlinda.se
- Le Romané Nevimata / Romska nyheter (Romani News; ISSN 1653-963X): журнал, предназначенный для цыганской молодёжи в Швеции, издаётся в сотрудничестве с Romsk Kulturcentrum в Стокгольме. Без политической принадлежности. Статьи на цыганском и шведском языках. Основана в 2007 году. Главный редактор и издатель: Кати Димитер-Тайкон.[6]
- Romani Posten (также Romaniposten, The Romani Post; ISSN 0809-8379): журнал для сообщества цыганских путешественников в Норвегии. Никакой политической или религиозной принадлежности. Статьи на норвежском языке. Выходит восемь раз в год. Основан 6 сентября 2003 г. как интернет-издание; первое печатное издание, октябрь 2006 г. Издатель и главный редактор: Джон Педерсен.[7] Веб-сайт: http://www.romani-posten.com (ныне несуществующий)